# Year of the Gun, l'année de plomb
Pour plus de détails, voir Fiche technique et Distribution.
Year of the Gun, l'année de plomb est un film américain réalisé par John Frankenheimer et sorti en 1991. Il s'agit d'une adaptation du roman Year of the Gun de Michael Mewshaw.

## Synopsis
En 1978, un journaliste américain est envoyé travailler à Rome, alors plongée dans la période des années de plomb.  Il commence à s'intéresser de près aux attentats commis par les Brigades rouges, dans le contexte de l'enlèvement d'Aldo Moro, et se retrouve pris dans un engrenage meurtrier.

## Fiche technique
Sauf indication contraire, les informations mentionnées dans cette section peuvent être confirmées par la base de données cinématographiques IMDb,  présente dans la section « Liens externes ».
- Titre original : Year of the Gun
- Titre français : Year of the Gun, l'année de plomb (parfois seulement L'Année de plomb)
- Titre québécois : Une année de violences
- Réalisation : John Frankenheimer, assisté de Tony Brandt
- Scénario : David Ambrose, d'après le roman Year of the Gun de Michael Mewshaw
- Musique : Bill Conti et Robert J. Walsh
- Direction artistique : Luigi Quintili
- Décors : Aurelio Crugnola
- Costumes : Ray Summers
- Photographie : Blasco Giurato
- Son : Bernard Bats
- Montage : Lee Percy
- Production : Edward R. Pressman

Producteur délégué : Eric Fellner
Producteur exécutif : Robert L. Rosen
- Sociétés de production : Initial Films, J&M Entertainment et Shomedia
- Sociétés de distribution : Acteurs auteurs associés (France), Triumph Releasing Corporation (États-Unis)
- Budget : 15 millions de dollars
- Pays de production :  États-Unis
- Format : Couleurs - 1,85:1 - son Dolby
- Genre : thriller
- Durée : 111 minutes
- Dates de sortie[1] :
  - Canada : 10 septembre 1991
  - États-Unis : 1er novembre 1991
  - France : 22 janvier 1992

## Distribution
Sauf indication contraire, les informations mentionnées dans cette section peuvent être confirmées par la base de données cinématographiques IMDb,  présente dans la section « Liens externes ».
- Andrew McCarthy (VF : Bernard Lanneau) : David Raybourne
- Sharon Stone (VF : Virginie Ledieu) : Alison King
- Valeria Golino (VF : Gabriella Bonavera) : Lia
- John Pankow : Italo Bianchi
- George Murcell : Pierre Bernier
- Mattia Sbragia : Giovanni
- Roberto Posse : Lucio
- Thomas Elliot : Marco
- Carla Cassola : Lena
- Darren Modder : Joe Bob
- Lou Castel : un terroriste
- Francesca Prandi : une terroriste[2]

 Source et légende : version française (VF) sur RS Doublage